# Pauler Ákos
Pauler Ákos (Budapest, 1876. április 9. – Budapest, 1933. június 29.), a 20. század elejének egyik legjelentősebb magyar filozófusa, a két világháború közötti korszak hivatalos bölcseletének meghatározó szereplője. A Magyar Tudományos Akadémia tagja (levelező: 1910, rendes: 1924). Ismeretelméleti, filozófiatörténeti, logikai, pedagógiai és erkölcstani munkássága egyaránt jelentős volt a korszak tudományos életében. Rendszere, a platónizáló keresztény objektív idealizmus, módszere a logikai redukció, és fókuszpontja a transzcendentális reflektálás által az egyeditől az Abszolútig eljutás.

## Élete
Komoly hagyományokra visszatekintő tudós-politikus család leszármazottja volt. Nagyapja, a badacsonyi szőlőbirtokos, Pauler Tivadar (1816-1886) jogász, egyetemi tanár, miniszter, az MTA tagja, vallás és közoktatás miniszter, majd később igazságügyi miniszter. Édesapja, Pauler Gyula történetíró (1841-1903), levéltáros, az MTA tagja. A budapesti egyetem bölcsészkarára 1894-ben iratkozik be, ahol filozófiát és klasszika-filológiát tanul. Doktorátusi vizsgát 1898-ban teszi le, summa cum laude minősítéssel. A budapesti doktorátust követően két esztendőt lipcsei és párizsi tanulmányúton tölt, 1898-tól egy éven át Lipcsében kísérleti pszichológiai tanulmányokat folytatott, majd egyéves párizsi tanulmányútja során Pierre Janet kísérleti pszichológiai előadásait hallgatta és pszichológiai demonstrációit tanulmányozta. Tapasztalatai és tanulmányai összegzéseként 1901-ben megjelent „A positiv paedagogia alapelveiről” című könyve. Hazatérését követően, rövid pozsonyi és kolozsvári kitérő után a budapesti egyetem rendes professzorává, akadémikussá vált. Később a Filozófiai Társaság elnöke lett. A két háború közti hivatalos és intézményes filozófiai tudományosság leginkább pozicionált alakjává vált, miközben a logikai platonizmus alapjain építkező filozófia jelentős alkotójaként, a metafizika tradícióinak újraértelmezésén munkálkodott.

## Munkássága
Munkássága a kontinentális filozófia korszakbeli átalakulásait követi: a metafizikai határozatlanságokat fölmutató, rövid kezdeti szakasz után a pozitivizmustól a pozitivizmus és a kantianizmus egyeztetésének kísérletén, majd a kantianizmuson keresztül a logikai platonizmusig ível, hogy azután a teista metafizikához érkezzék meg azzal, hogy az emberi megismerésben az alanytól függetlenül fennálló (szubszisztáló) Igazságig, mint objektív értékig emelkedjen.
Fichtével ellentételesen, hegelien azt állítja, csak az létezhet, ami logikus, vagyis nála a logikum fel van tolva az ontológiába. Az így megállapítható logikai alapelvek minden igazság végső határozmányai. A logikai alapelvekben Rend van, ennek leképezése azonban nála sem nem a dedukció , sem nem az indukció, hanem az analízisalapú redukció. A Pauler-i redukció a főművének tekinthető "Bevezetés" szerinti 5 osztályban operál: a logikában, az etikában, az esztétikában, a metafizikáben illetőleg az ideológiában -- ideológián értve nála a létezők egyetemes határozmányait kifejező elveket a tárgyra vonatkozólag ( megjegyzendő, hogy az ideológiát, mint olyat teljesen más- és persze logikai-- értelemben használja, mint korában s ma: 198. Tudjuk [32. paragrafus] hogy a logikai elvekből folyólag minden tudománynak négy alapproblémája van: az elemek, a relációk, az osztályok és az Abszolútumhoz való viszonyuk. Az ideológia problematikája is így tagolódik. A dolgok elemeit vizsgálja a fenomenológia, a dolgok lehető viszonyait a relációelmélet, azok legáltalánosabb osztályait a kategóriaelmélet, és a végső tartalmak önértékűségét  az általános értékelmélet. Erre a négy diszciplinára tagozódik az ideológia). Ezért rakja a fennállástant (hyparchológiát) is ide, amit ő tett a világon először az ontológiai kutatások egyik, ha nem legfontosabb elvévé.
Fő kérdése: bármely fölmerülő Tartalom a dolognak, tárgynak milyen egyetemes határozmányait kifejező elvek érvényét tételezi?
Megismerés-elméletében az a Platón-i végső okkeresés a legfontosabb-- teszi mindezt egy szinte végletekig logizált redukcióval-- ami arisztoteliesen egyre kevésbé egyedi elveket ragad, lát meg ahogy fölemelkedik az illető fennállás (hyparkhosz) ontológiai lételéhez. Hangsúlyozza az empirizmussal szemben a ráébredés fontosságát, a tapasztalat-mentességet (egerézis), így a gondolkodás-történetben a világon először teszi fontossá a heuresztikus (rábukkanói, rájövő) ismeretszerzés fontosságát. Koncepciója szerint a ráébredéshez -- amit nem tart kegyelmi állapotnak -- úgy juthat az ember el, ha felismeri az alanyfogalom logikai érvényének előfeltételeit. Ez az állapot a preszuppozíció, ami Paulernál velünkszületett (mint Descartes-nál az ideae innatae). A preszuppozíció állapotában az egerézis általi itéletet autotetikus itéletnek nevezi. Hasonló ez a Platón általi anamnézis-visszaemlékezési elmélethez, és a Szent Ágoston-i hoz, de itt a továbbvitel hangsúlyozottan tudatos.
Pauler örökéletü tanítása-- hyparchológiatanításán kívül , ami az Egzisztenciát, mint olyant megelőző entitások fennállására hívja fel a figyelmet a filozófiában Platón óta először-- szerint a tapasztalatiság előfeltételeinek reduktív-analítikus Arisztotelész-i feltárása révén jutunk el a Platón-i transzcendentális reflekció mentén az egyetemes metafizikai valóság-határozmányokig, végül pedig az Abszolútumhoz, Istenhez mint ipsum essehez és ősbizonyossághoz. Ebben van az Ismeret, az emberi ismeret, azzal a szűkítéssel, hogy az Abszolútum legbelső lényege megismerhetetlen.
Pszichologizmusának a vége felé azt vallotta, a hit még alapvetőbb összetevője az emberi egzisztenciának, mint a megismerés. Foglalkozik még az autotetikus itéleteknek a személyiségben való öntudatosító folyamatával is.
Egyfajta „radikalizált platonizmusként” jellemezhető, reprezentatív bölcselete az „osztrák filozófia” – Bolzanótól Brentanón át Husserlig húzódó – hagyományában helyezhető el: a filozófia valamennyi diszciplínájának legfölsőbb szempontjait kijelölő objektív, tiszta logikája a relativizmus veszélyét hordozó szubjektivizmustól és antropologizmustól megszabadított bölcselet.
Emlékezetét Badacsonytomajban szobor és utcaelnevezés őrzi, illetve Budapesten a Pauler utca, valamint rendszeresen kiadott művei, melyeknek a jó részük online is elérhetők egyre nagyobb mértékben.  Madarászné Zsigmond Anna és Ruzsa Imre logikusok jegyzése szerint a "Bevezetés" tankönyv sok németországi helyen, és erre épül a német Maria Fürst általi "Bevezetés a filozófiába" című rendszeresen Magyarországon is kiadott tankönyv ( Matura Kiadó Bp.).

## Fő művei
- A természetphilosophia fogalmáról és feladatáról (1879) Online elérés
- A positiv paedagogia alapelveiről (1901)
- Az ismeretelméleti kategóriák problémája (1903) Online elérés
- Az ethikai megismerés természete (1907) Online elérés
- A logikai alapelvek elméletéhez. Székfoglaló (1911) Online elérés
- A fogalom problémája a tiszta logikában (1915) Online elérés
- Bevezetés a filozófiába (1920) Online elérés; 4. kiadás (1940) Online elérés
- Aristoteles (1922) Online elérés
- Liszt Ferenc gondolatvilága (Bp. 1922)
- Művészetfilozófiai írások ( 1922)
- A klasszikus műveltség értéke (Bp. 1924,?)
- Keyserlig gróf (Napkelet 1925 Bp.)
- Logika. Az igazság elméletének alapvonalai (1925, németül: 1929) Online elérés: https://mek.oszk.hu/21600/21656/
- Anaxagoras istenbizonyítéka; Akadémia, Bp., 1926 (Értekezések a philosophiai és társadalmi tudományok köréből) Online elérés
- A modern ember lelke (1929)
- Metafizika (1938) Online elérés
- Tanulmányok az ideológia köréből (1938) Online elérés

## Díja
- Corvin-koszorú (1930)